# Czapka Monomacha

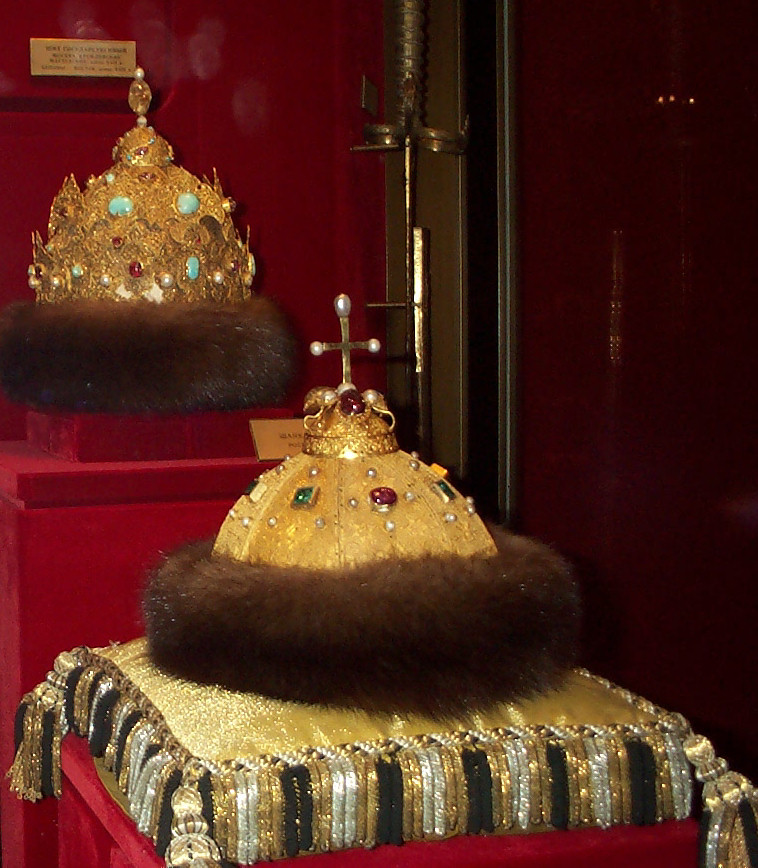
Czapka Monomacha

Czapka Monomacha, Złota Czapka (ros. Шапка Мономаха) – insygnium wielkich książąt moskiewskich i carów Rosji, pochodzące najprawdopodobniej z końca XIII lub początku XIV wieku. 
Obecnie Czapka Monomacha przechowywana jest w kremlowskiej Zbrojowni (Orużejnaja Pałata) w Moskwie. 

## Historia
Według oficjalnej legendy, która pojawiła się w XVI wieku, miał to być dar od cesarza bizantyjskiego Konstantyna IX Monomacha dla jego wnuka, księcia kijowskiego Włodzimierza II również o przydomku Monomach (1053–1125; gr. monomách(os) – walczący w pojedynkę), co miało oznaczać, że Moskwa jest sukcesorem Konstantynopola. Nie jest wykluczone, że w rzeczywistości dar ów otrzymał w XIV wieku książę Iwan Kalita lub Jerzy Daniłowicz od chana Ozbega. Pierwsza potwierdzona wzmianka o jej istnieniu pochodzi bowiem dopiero z 1328. 
Po raz pierwszy czapką Monomacha jako insygniem intronizacyjnym posłużył się Iwan III Srogi, który 4 lutego 1498 w trakcie uroczystej ceremonii przekazał ją jako oznakę władzy swojemu wnukowi i koregentowi Dymitrowi. Od koronacji Iwana IV Groźnego, która miała miejsce 16 stycznia 1547 Czapka Monomacha była koroną koronacyjną carów. Po raz ostatni włożono ją na głowę Iwana V w 1682. W tym samym roku powstała również skromniejsza niż oryginał kopia Czapki Monomacha, którą wykorzystano do koronacji Piotra I. W 1721 Piotr I Wielki ogłosiwszy się Imperatorem zastąpił regalia carów cesarską koroną Rosji. Nowa korona nawiązująca swoim kształtem do mitry cesarzy bizantyjskich posłużyła po raz pierwszy do koronacji Katarzyny I w 1724.

## Opis
Czapka Monomacha to kołpak, wykonany ze złotych segmentów zdobionych filigranem, obszyty sobolowym futrem, wysadzany perłami i szlachetnymi kamieniami, zwieńczony krzyżem greckim zdobionym perłami.